# Emil Büge
Emil Büge (* 21. September 1890; † 13. November 1950) war ein deutscher Autor.
Büge verfasste Kriminalromane wie Die verschwundene Braut (Ira-Bibliothek, Bd. 30) und verdiente sein Geld als Reklamefachmann, bis er 1939 ins KZ Sachsenhausen eingewiesen wurde.
Als Funktionshäftling in der Politischen Abteilung der Lagerkommandantur machte Büge heimlich Abschriften aus den Akten, die die Willkür und Brutalität von Gestapo und Lager-SS, Einzelschicksale von Häftlingen und die Vernichtung ganzer Häftlingsgruppen dokumentieren. Sie wurden 2010 im Berliner Metropol-Verlag veröffentlicht.
In der Nacht zum 13. November 1950 nahm sich Büge das Leben. Zuvor war ihm vom Bayerischen Versorgungsamt der Status als politisch Verfolgter und die damit verbundene Rente entzogen worden. Acht Jahre nach seinem Tod wurde ihm postum der Status des politisch Verfolgten wieder zuerkannt. Öffentlich bekannt wurde er erst nach seinem Tod. 2010 veröffentlichte der Metropol Verlag Emil Büges Notizen unter dem Titel 1470 KZ-Geheimnisse.
Büges nach der Befreiung verfasster Bericht über das KZ Sachsenhausen befindet sich im Dokumentationszentrum Arolsen Archives und ist online einsehbar.

## Schriften
- 1470 KZ-Geheimnisse. Heimliche Aufzeichnungen aus der Politischen Abteilung des KZ Sachsenhausen Dezember 1939 bis April 1943, Metropol, Berlin 2010. ISBN 978-3-86331-001-1.